# المطالبة العثمانية بالخلافة الرومانية
بعد غزو القسطنطينية عام 1453، ادعى سلاطين الدولة العثمانية أنهم الأباطرة الرومان الشرعيين، من بعد الأباطرة البيزنطيين الذين حكموا سابقًا من القسطنطينية. بناءً على مفهوم حق الاحتلال، اتخذ السلاطين أحيانًا لقب قيصر الروم (بالتركية: kayser-i Rûm) (قيصر روما"، وهو أحد الألقاب المطبقة على الأباطرة البيزنطيين في الكتابات العثمانية السابقة) وباسيليوس (اللقب الحاكم للأباطرة البيزنطيين). لقد أدى افتراض تراث الإمبراطورية الرومانية أيضًا إلى أن يزعم السلاطين العثمانيين أنهم ملوك عالميون، أي أنهم الحكام الشرعيون للعالم بأسره.
أكد السلاطين الأوائل بعد غزو القسطنطينية - محمد الثاني وبايزيد الثاني وسليم الأول وسليمان القانوني - أنهم أباطرة رومان وبذلوا قصارى جهدهم لإضفاء الشرعية على أنفسهم. غالبًا ما تمت ترقية الأرستقراطيين اليونانيين، أي النبلاء البيزنطيين السابقين، إلى مناصب إدارية عليا وتم الحفاظ على القسطنطينية كعاصمة في ظل الحكم العثماني، وأعيد بناؤها وتوسيعها بشكل كبير. لقد تأثرت الإدارة والهندسة المعمارية واحتفالات البلاط في الدولة العثمانية أوائل فترة ما بعد عام 1453 بشدة بالإمبراطورية البيزنطية السابقة. كما استخدم السلاطين العثمانيين ادعاءهم بأنهم أباطرة رومان لتبرير حملات الغزو ضد أوروبا الغربية. كان كل من محمد الثاني وسليمان الأول يحلمان بغزو إيطاليا، التي اعتقدا أنها كانت من حقهما بسبب كونها ذات مرة قلب الرومان.
ومع أن المطالبة بالخلافة الإمبراطورية الرومانية لم تتوقف رسميًا ولم يتم التخلي رسميًا عن ألقاب مثل القيصر قيصر الروم وباسيليوس، إلا أن هذا الادعاء تلاشى تدريجيًا وتوقف السلاطين عن التشديد عليه. كان السبب الرئيسي للانفصال عن ادعاء الشرعية اليونانية الرومانية هو تحول الدولة العثمانية المتزايد إلى المطالبة بالشرعية السياسية الإسلامية من القرن السادس عشر فصاعدًا. كان هذا نتيجة للإحتلالات العثمانية في بلاد الشامو شبه الجزيرة العربية وشمال أفريقيا التي حولت الدولة من دولة متعددة الأديان إلى دولة ذات أغلبية مسلمة واضحة، مما استلزم المطالبة بالسلطة السياسية الشرعية المتجذرة في التقاليد الإسلامية بدلًا من التقاليد الرومانية. أنتج التحول في الهوية العثمانية أيضًا صراعًا مع الدولة الصفوية في إيران، التي اتبعت الإسلام الشيعي، مما أدى إلى اعتناق السلاطين للإسلام السني بقوة والتأكيد عليه. تم استخدام قيصر الروم لآخر مرة رسميًا في القرن الثامن عشر وتوقفت الوثائق الصادرة باللغة اليونانية عن الإشارة إلى السلطان على أنه باسيليوس على أبعد تقدير في عام 1876، وبعد ذلك أطلق على الحكام العثمانيين في اليونانية لقب السلطان وباديشاه.
كان الاعتراف بادعاء العثمانيين أنهم أباطرة رومان متغيرًا، سواء خارج الدولة العثمانية أو داخلها. تم قبول العثمانيين على نطاق واسع كرومان في العالم الإسلامي، مع الاعتراف بالسلاطين كأباطرة رومان. كما اعترف غالبية السكان المسيحيين في الإمبراطورية العثمانية بالسلاطين كأباطرة جدد لهم، لكن وجهات النظر اختلفت بين النخبة المثقفة. رأى البعض في العثمانيين كفارًا وبرابرة وطغاة غير شرعيين، بينما رأى البعض الآخر أنهم مُقدَّرون من الرب كعقاب على خطايا البيزنطيين والبعض الآخر قبلهم على أنهم أباطرة جدد. من عام 1474 على الأقل فصاعدًا، اعترفت بطريركية القسطنطينية المسكونية بالسلاطين من خلال لقب باسيليوس. في حين كانت الآراء متباينة فيما يتعلق بشرعية العثمانيين بصفتهم ملوك، لكنها كانت متسقة في أن الدولة العثمانية كدولة لم يُنظر إليها على أنها استمرار سلس للإمبراطورية الرومانية، بل وريثتها وخليفتها، كما فعلت الإمبراطورية السابقة التي حملت جذورًا لاهوتية عميقة للغاية بحيث لا تتوافق مع حاكم مسلم أجنبي. وهكذا، رأى البيزنطيون السابقون أن الدولة العثمانية ترث الشرعية السياسية والحق في الحكم الشامل للإمبراطورية السابقة، ولكن ليس آثارها اللاهوتية الأخرى. في أوروبا الغربية، حيث لم يتم الاعتراف بالأباطرة البيزنطيين كرومان أيضًا، كان يُنظر إلى العثمانيين عمومًا على أنهم أباطرة، لكن ليس أباطرة رومان. اختلفت الآراء بين الغربيين حول ما إذا كان السلاطين العثمانيين هم خلفاء الأباطرة البيزنطيين أو مجموعة جديدة تمامًا من الحكام. كان حق السلاطين العثمانيين في تصوير أنفسهم على أنهم أباطرة رومان والمطالبة بالحكم العالمي موضع تحدي لعدة قرون من قبل حكام الإمبراطورية الرومانية المقدسة والروسية، وكلاهما طالبتَا بهذه الكرامة لأنفسهما.

## الخلفية

### السياق السياسي

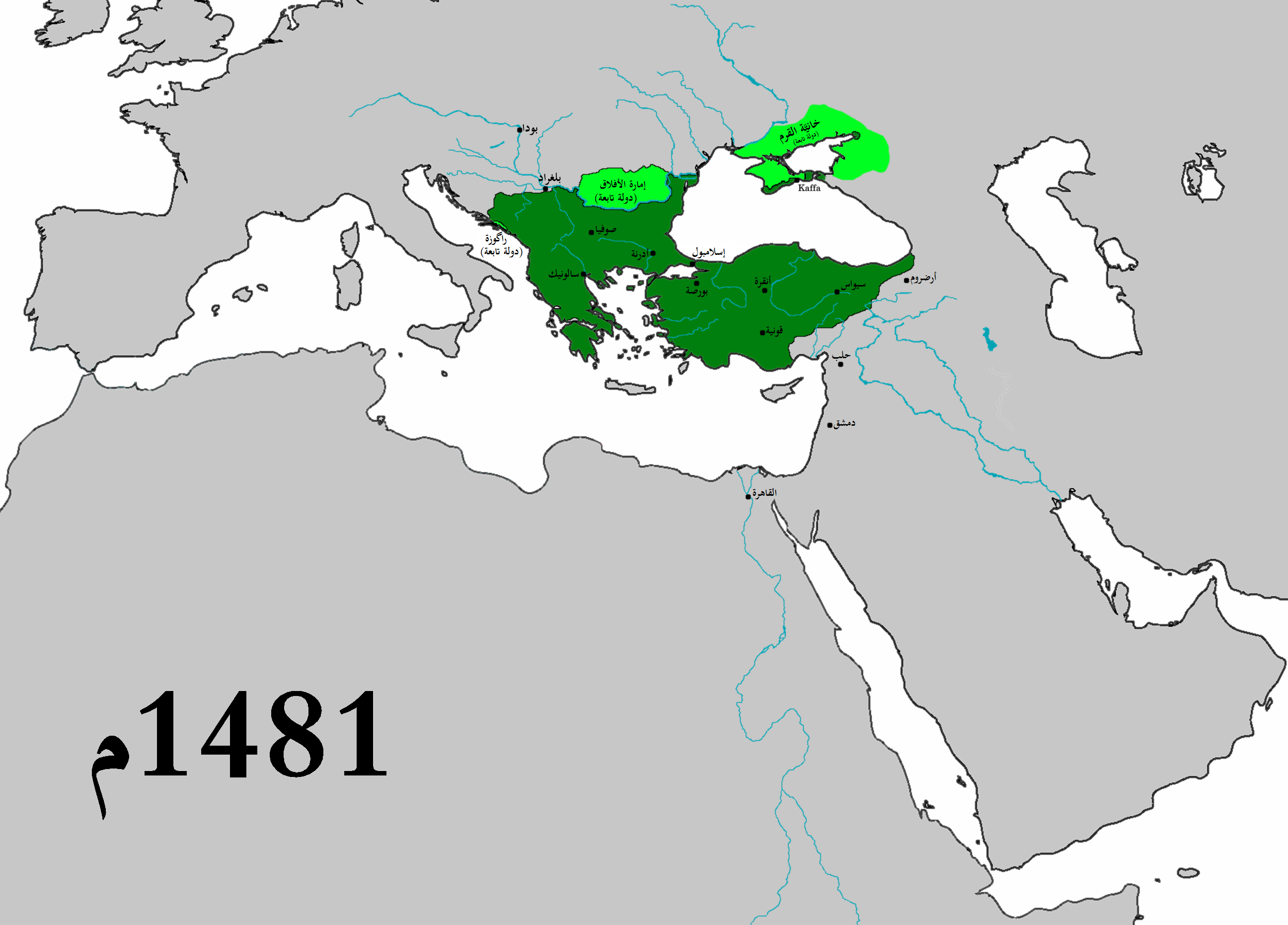
الدولة العثمانية عقب وفاة محمد الثاني عام 1481

تتبع الإمبراطورية الرومانية الشرقية، أو الإمبراطورية البيزنطية، أصلها كمؤسسة لتأسيس القسطنطينية كعاصمة جديدة للإمبراطورية الرومانية في 330 من قبل قسطنطين العظيم. نجت الإمبراطورية البيزنطية في القرن الخامس، عندما سقطت الإمبراطورية الرومانية الغربية، حيث بقيت على حالها إلى حد ما، وأكد سكانها باستمرار أنهم كانوا رومانيون (رومان)، وليسوا هيلينيين (يونان)، حتى مع تقليص حدود الإمبراطورية تدريجيًا إلى النهاية حين صارت تشمل فقط الأراضي الناطقة باليونانية. بحلول القرن الخامس عشر، حكم الأباطرة البيزنطيين إمبراطورية متفككة ومتضائلة. وعلى مدار القرن الرابع عشر، غزت الدولة العثمانية مساحات شاسعة من الأراضي وبحلول بداية القرن الخامس عشر، حكمت مساحات كبيرة من الأناضول وبلغاريا ووسط اليونان وصربيا ومقدونيا وثيساليا. كانت الإمبراطورية البيزنطية، التي امتدت ذات مرة عبر شرق البحر الأبيض المتوسط، قد اختزلت إلى حد ما إلى العاصمة الإمبراطورية القسطنطينية نفسها، والبيلوبونيز، وعدد قليل من الجزر في بحر إيجة، واضطرت إلى دفع جزية للعثمانيين.

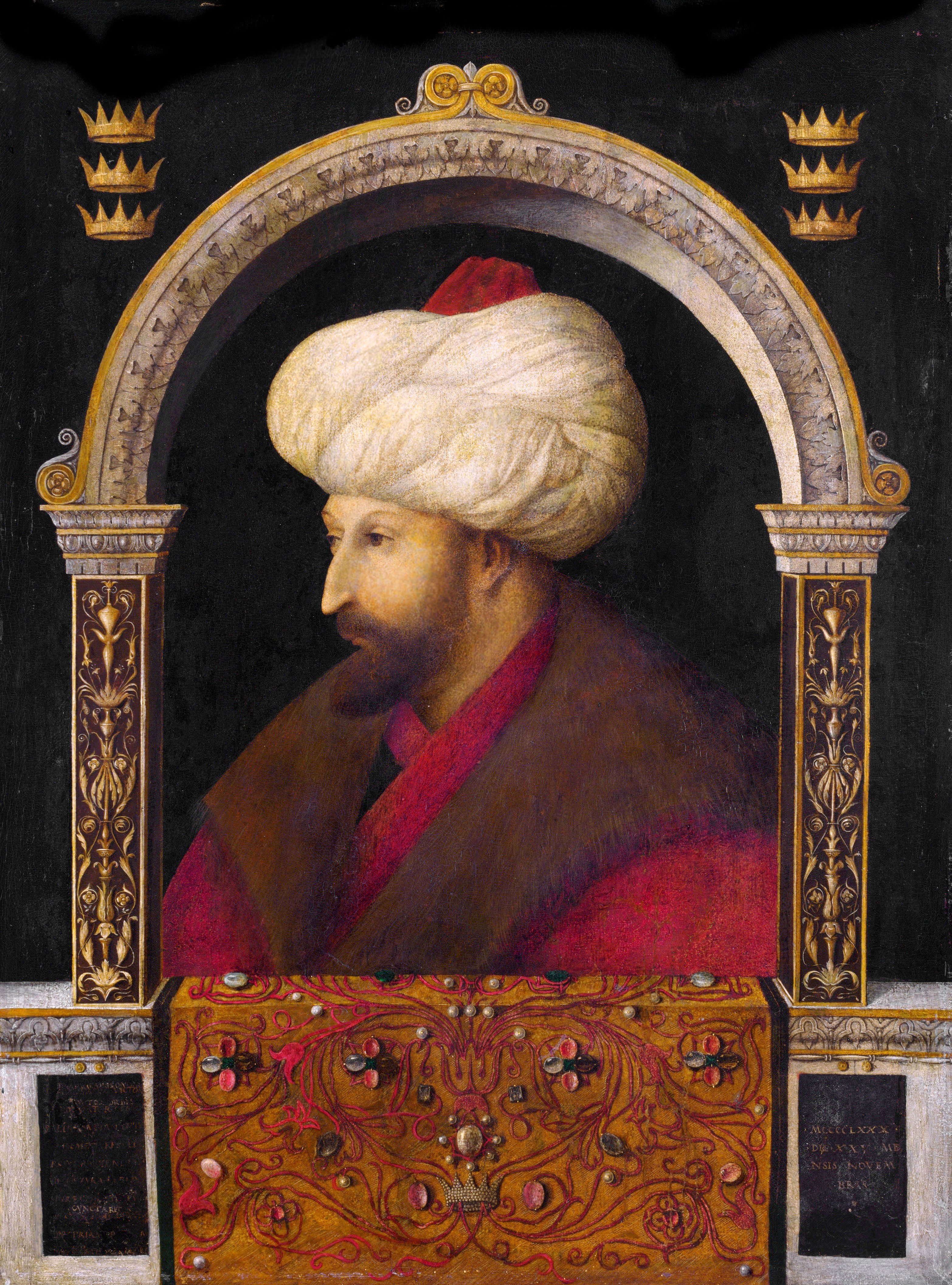
صورة من القرن الخامس عشر لمحمد الثاني رسمها جينتيلي بيليني

تحت حكم السلطان محمد الثاني، غزت الدولة العثمانية القسطنطينية عام 1453، وهو حدث يُنظر إليه عمومًا على أنه يمثل نهاية الإمبراطورية الرومانية، بالإضافة إلى الخطوة النهائية والحاسمة في الغزو العثماني للأراضي الأساسية للإمبراطورية السابقة ومناطق نفوذها. شهد عام 1453 أيضًا الولادة الحقيقية للدولة العثمانية، التي سيطرت على جزء كبير من شرق البحر الأبيض المتوسط حتى سقوطها في عام 1922. كان غزو القسطنطينية حلمًا للجيوش الإسلامية منذ القرن الثامن، ومن خلال حيازتها، تمكن محمد الثاني وخلفاؤه من الادعاء بأنهم ورثة الأباطرة الرومان. كان لمحمد اهتمام كبير بالتاريخ الروماني واليوناني الكلاسيكي، وهو موضوع كان قد تعلمه على نطاق واسع من قبل معلمي البلاط في شبابه. لقد اقتدى بنفسه بيوليوس قيصر والإسكندر الأكبر، وفي وقت ما زار مدينة طروادة لرؤية قبور الأبطال اليونانيين الأسطوريين آخيل وآياس، واحتفظ بنسخة من الإلياذة في مكتبته الشخصية.

### روما وبيزنطة في الكتابات العثمانية
ساوى العثمانيون بين لقب باديشاه والإمبراطور، لكن المؤرخين العثمانيين الأوائل استخدموا بشكل أساسي ثلاثة مصطلحات مختلفة عند مناقشة الأباطرة البيزنطيين: تكفور، وفاسيليوس، وقيصر. كانت تكفور هي الأكثر شيوعًا. إن أصل كلمة تكفور مختلف عليه، في حين أن رأي الأغلبية هو أنه مشتق من Taghavor الأرمني (بمعنى «حامل التاج») يعتقد بعض المؤرخين أنه مشتق في النهاية من خطأ إملائي لاسم نيكيفوروس (المشتق من الإمبراطور البيزنطي نقفور الثاني). تم استخدام المصطلح في مصادر ما قبل 1453 للإشارة إلى موظفي الحكومة البيزنطيين من جميع الرتب، من حكام وقادة متدنيين إلى أباطرة، وبالتالي كان له دلالة مهينة، حيث يساوي الأباطرة مع الضباط ذوي الرتب الأدنى. إن فاسيليوس هو شكل مكتوب بحروف صوتية للقب باسيليوس البيزنطي، وهو لقب مخصص فقط للإمبراطور البيزنطي في أيديولوجية الإمبراطورية البيزنطية. لقب قيصر مشتق من الاسم الروماني القديم واللقب قيصر، والذي كان له آثار سياسية مختلفة اختلافًا كبيرًا في العالم الروماني والبيزنطي اعتمادًا على الفترة. ومثلما دخل العنوان العالم السلافي في شكل tsar، فقد دخل العالمين التركي والفارسي شكل قيصر. استخدم بعض المؤرخين العثمانيين، مثل طورسون بك قيصر الروم الأكثر تفصيلًا («قيصر روما») للأباطرة البيزنطيين. ومع أن الاعتراف بالإمبراطورية البيزنطية باعتبارها الإمبراطورية الرومانية قد تلاشى في أوروبا الغربية بعد القرن التاسع، إلا أن المسلمين في العصور الوسطى اعترفوا باستمرار بالإمبراطورية البيزنطية على أنها الإمبراطورية الرومانية. في المصادر الإسلامية المبكرة، تم استخدام مصطلح الرومي للإشارة إلى المسيحيين بشكل عام، ولكن فيما بعد أصبح مقيدًا للإشارة فقط إلى البيزنطيين.

## التاريخ

### من محمد الثاني إلى سليمان الأول

#### الألقاب

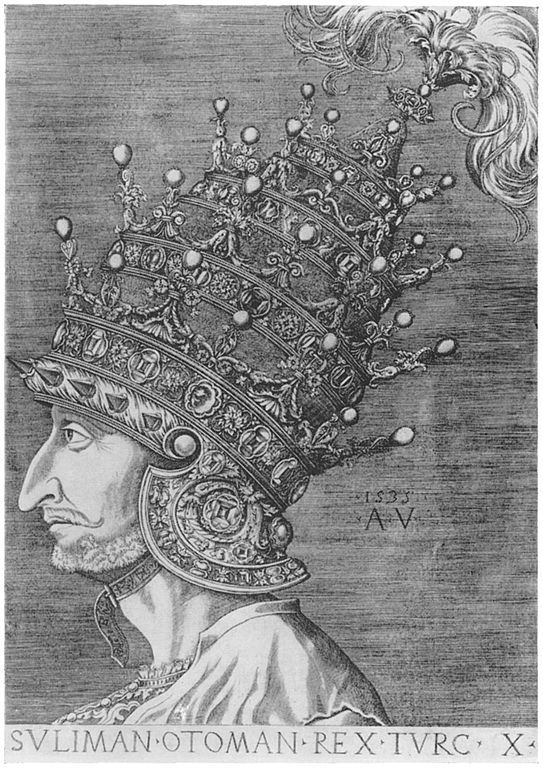
رسم توضيحي للسلطان سليمان القانوني وهو يرتدي خوذة البندقية، وهي تاج من أربع طبقات مصمم للتأكيد على تفوق السلطان حتى على البابا (الذي كان يرتدي تاجًا من ثلاث طبقات)

بعد غزو محمد الثاني للقسطنطينية عام 1453، اعتنق سلاطين الدولة العثمانية تراث وإرث الأباطرة البيزنطيين وبدأوا في تشكيل أنفسهم ورثةً لهم. بصفتهم أباطرة رومان مطالبين، اعتبر السلاطين أنفسهم أنهم ورثوا الادعاء البيزنطي والروماني بالقوة العالمية. في أعقاب الإحتلال مباشرة، أعلن محمد نفسه قيصر الروم. في وقت ما قبل عام 1474 اعترف به أيضًا كباسيليوس من قبل بطريركية القسطنطينية المسكونية. ومع ذلك، نادرًا ما استخدم محمد ألقاب قيصر أو باسيليوس في وثائقه الرسمية سواءً في تلك المكتوبة باللغة اليونانية أو المكتوبة بلغات أخرى. بدلًا من ذلك، اتبعت الألقاب الرسمية لمحمد عن كثب تلك الخاصة بوالده مراد الثاني. كان لقبه الأكثر استخدامًا باللغة اليونانية هو الحاكم العظيم والسلطان العظيم محمد (باليونانية: o megas authentis kai megas amiras soultanos o Mechemetpeis). ربما كان الافتقار إلى الاستخدام الرسمي لألقاب القيصر وباسيليوس في عهد محمد ناتجًا عن الرغبة في ألا يُنظر إليه ببساطة على أنه تقليد للأباطرة البيزنطيين. أحد العناوين التي استخدمها محمد بشكل أكثر شيوعًا، مع دلالات رومانية واضحة، كان «حاكم البحرين والقارتين»، والذي أشار إلى مطالبته بحكم كل من البحر الأسود والبحر الأبيض المتوسط، وكذلك أوروبا وآسيا. استخدم السلاطين ألقاب باديشاه والسلطان بالتركية والعربية والفارسية.
كان السلاطين العثمانيون الأوائل بعد عام 1453 ينوون استعادة شيء مشابه للإمبراطورية البيزنطية تحت حكمهم. وفقًا لأرنولد ج. توينبي، يمكن اعتبار محمد وخلفائه المباشرين على أنهم «مُجدِّدون للإمبراطورية البيزنطية بقدر ما يُنظر إليهم على أنهم جلادوها». في عهد خليفة محمد بايزيد الثاني (حكم من 1481 إلى 1512)، دخل لقب باسيليوس الاستخدام الرسمي. استخدم خليفة بايزيد، سليم الأول حكم من 1512 إلى 1520) وخليفة سليم سليمان القانوني (حكم من 1520 إلى 1566) لقب باسيليوس كعنوانهم الأساسي في الوثائق باللغة اليونانية. أصبح قيصر الروم أيضًا جزءً لا يتجزأ من اللقب الإمبراطوري العثماني. عند إصدار الوثائق باللغة الصربية، يُشار عادةً إلى محمد الثاني وبايزيد الثاني وسليم الأول تحت لقب «القيصر العظيم والقدير»، في هذه الحالة تكون مستمدة من استخدامهم للقب القيصر. بالإضافة إلى تبني ألقاب مختلفة، تجلت الهوية السياسية البيزنطية للسلاطين العثمانيين الأوائل بعد 1453 أيضًا في زيادة البروتوكولات ومراسم البلاط والعمارة والرموز المستعارة من بيزنطة. استخدم كل من سليم وسليمان أحيانًا لقب «إمبراطور القسطنطينية»، وهو اللقب الذي كان يستخدمه الأوروبيون الغربيون بشكل شائع في الدبلوماسية للأباطرة البيزنطيين. استخدم سليمان أحيانًا النسخة المطولة «إمبراطور القسطنطينية وطرابزون». بالتركية، تم تقديم «إمبراطور القسطنطينية» كـباديشاه القسطنطينية (بالتركية: padişah-i Kostantiniye). كما تشهد نسخة «إمبراطور الرومان»، باديشاه الروم (بالتركية: padişah-i Rûm)، على أنها مستخدمة من قبل السلاطين.
في الوثائق اللاتينية، الصادرة للمراسلات الدبلوماسية مع الحكام في أوروبا الغربية، استخدم السلاطين العثمانيون كثيرًا العنوان اللاتيني إمبراطور. في معاهدة السلام لعام 1489 بين بايزيد الثاني وبولندا، أطلق السلطان على نفسه لقب الإمبراطور العظيم لآسيا واليونان إلخ بنعمة الرب (باليونانية: Dei gratia Asia, Grecie etc. Imperator Maximus). وفي سلام لاحق عام 1494، أشار بايزيد إلى نفسه باسم إمبراطور القارتين، آسيا وأوروبا والبحرين، السلطان العظيم بنعمة الرب (باليونانية: Dei gracia Imperator ambarum terrarum, Asiae atque Europae et marium Magnus Sultanus). أبرمت معاهدة سلام 1519 بين بولندا وسليم الأول، مكتوبة بالإيطالية وأشارت للسلطان باسم إمبراطور القسطنطينية العظيم وآسيا وأوروبا وبلاد فارس وسوريا ومصر والجزيرة العربية والبحرين إلخ بالرحمة الإلهية. (بالإيطالية: Per la Divina favente clementia Grande Imperator di Constantinopoli, di Asia, Europa, Persia, Soria et Egipto et Arabia et de li mari etc).

#### السياسة والمجتمع

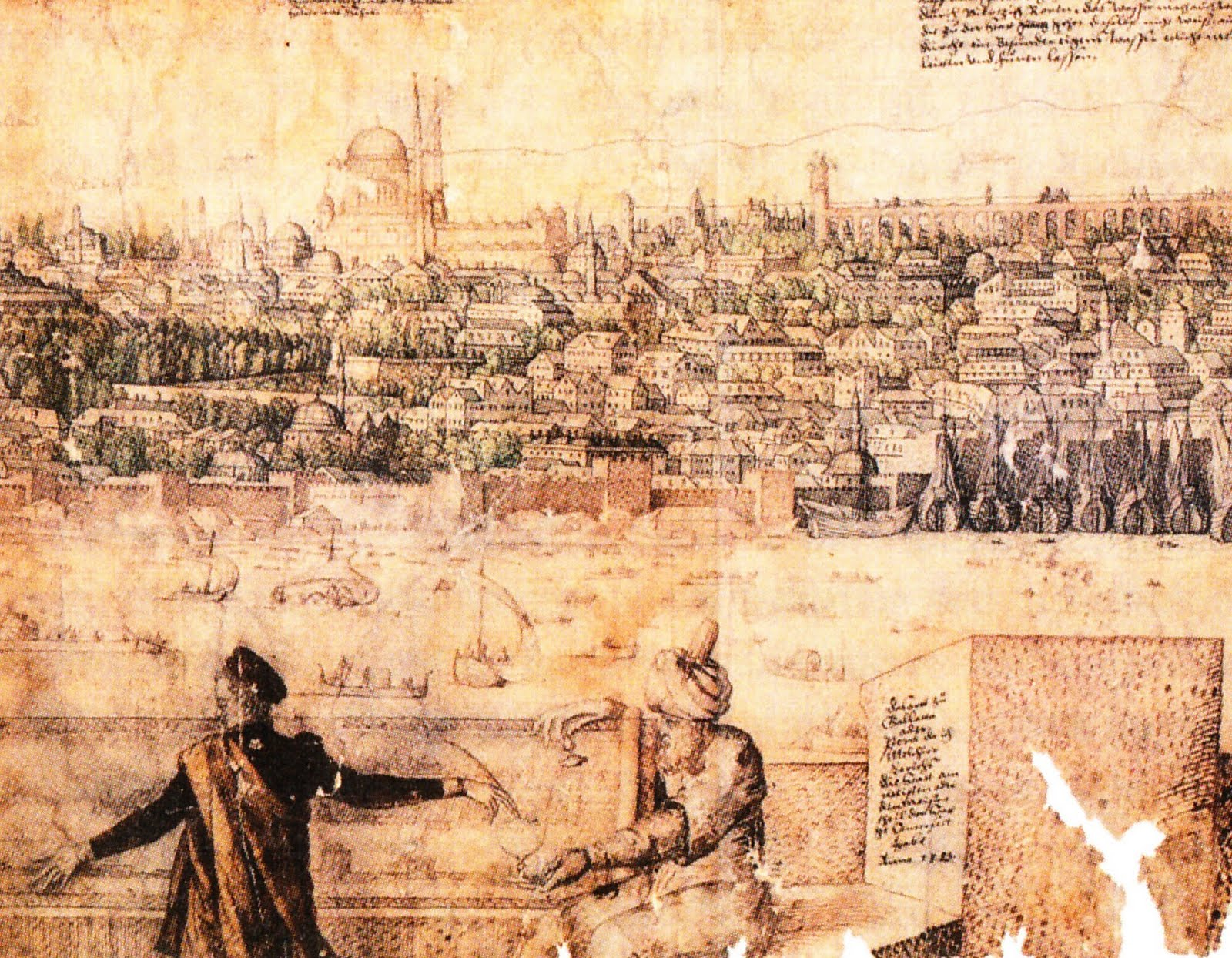
رسم توضيحي للقسطنطينية العثمانية من القرن الخامس عشر بواسطة ملكيور لورك

اتخذ محمد وخلفاؤه المباشرون العديد من الخطوات لإضفاء الشرعية على حكمهم كأباطرة رومان. من بين أعمال أخرى، عيّنوا القسطنطينية كعاصمة، وقاموا بترقية العديد من الأرستقراطيين اليونانيين إلى مناصب حكومية نخبوية. بين عامي 1453 و1516، كان وزراء الصدر الأعظم العثمانيون، أعلى منصب حكومي غير السلطان، من أصول عرقية ودينية مختلفة. كان أصحاب المنصب خلال هذه الفترة الزمنية يشملون زغانوس باشا (متمرد المسيحي سابق) ومحمود باشا أنجيلوفيتش (أرستقراطي صربي من أصل إمبراطوري بيزنطي). من 1453 فصاعدًا، أشار العثمانيون إلى القسطنطينية باسم إسطنبول، وهو اسم مشتق من العبارة اليونانية eis tin polin («إلى المدينة»). رسميًا استمر اسم المدينة القسطنطينية، ومع ذلك، تم تحويله إلى Kostantiniyye باللغة التركية، حتى عام 1930، بعد سقوط الإمبراطورية العثمانية. إن اختيار القسطنطينية كعاصمة مستمد من التاريخ الإمبراطوري والموقع الاستراتيجي للمدينة. حتى بعد وفاته، استمر محمد في الإصرار على أنه إمبراطور روماني: في وصيته اختار مدينة القسطنطينية مكان لدفنه بدلًا من الموقع الأقدم لدفن السلاطين العثمانيين، بورصة. تم تصميم مراسم دفن محمد في عام 1481 على غرار حفل قسطنطين الكبير. في ظل العقود الأخيرة من الحكم البيزنطي، انخفض عدد سكان القسطنطينية بشكل كبير ولكن في ظل العثمانيين، ازداد عددهم مرة أخرى بسبب جهود السلاطين، ليس فقط من قبل الأتراك ولكن من قبل أشخاص متنوعين انتقلوا إلى هناك من جميع أنحاء الدولة. بحلول أواخر القرن السادس عشر، ربما يكون عدد سكان المدينة قد وصل إلى 250 ألف، مما يجعلها أكبر مدينة في أوروبا. ظلت القسطنطينية متعددة الأعراق والأديان طوال معظم التاريخ العثماني، في عصر فرضت فيه العديد من الحكومات الأخرى في أوروبا الهويات القومية والمعتقدات الدينية.
تم استخدام ادعاء السلاطين العثمانيين بأنهم أباطرة رومان لتبرير التوسع في الأراضي الرومانية السابقة. في عام 1480، شن محمد غزوًا فاشلاً لإيطاليا، وكانت الخطوة الأولى المقصودة في حملة للاستيلاء على روما نفسها. في عهد سليمان، بلغت المطالبات العثمانية بالشرعية الرومانية ذروتها. كتب المؤرخ الإيطالي المعاصر باولو جيوفيو عنعن حصار سليمان لفيينا عام 1529، وادعى أن سليمان كان يعتقد أن كل أوروبا الغربية كانت له حقًا لأنه كان الخليفة الشرعي لقسطنطين الكبير. في حروب سليمان ضد قوى أوروبا الغربية، كانت صرخة المعركة المشتركة «إلى روما! إلى روما!». أثناء هجومه على جزيرة كورفو الإيطالية عام 1537، فكر سليمان، مثل محمد من قبله، في غزو البر الرئيسي لإيطاليا للاستيلاء على روما. نظم سليمان عروضًا في القسطنطينية تم تصميمها بوعي على غرار انتصارات روما القديمة، كما شيد مسجد السليمانية، الذي كان يقصد منه أن يساوي روعة آيا صوفيا. قارن الفقيه العثماني المعاصر إبوسود أفندي سليمان بكل من يوليوس قيصر والحاكم الأخميني القديم كورش الكبير، وكتب أن سليمان كان «قيصر القياصرة» و «كورش الكوارشة»، بل ذهب إلى حد أنه كان «كاسر قيصر» و«الذي ألقى بالتراب في وجهي كورش وقيصر». استخدم سليمان في نقش من بيندر في مولدوفا، العنوان شاه بغداد والعراق، قيصر روما وسلطان مصر (بالتركية: şeh-i Bagdad ve 'Iraq kayser-i-Rûm Mısra sultanım).

### التوجه نحو الهوية السياسية الإسلامية

#### التغييرات في اللقب والأيديولوجيا

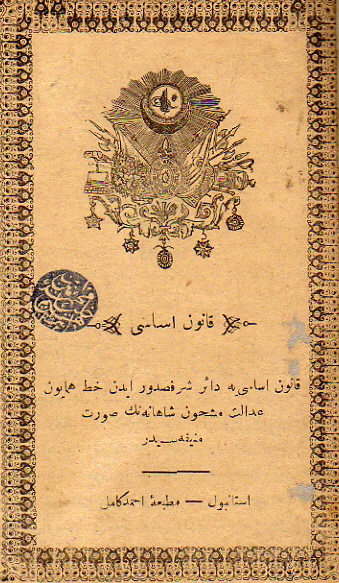
الصفحة الأولى من الدستور العثماني في ديسمبر 1876 (القانون الأساسي؛ بالتركية: Kanun-i esasi). أوضحت الترجمة اليونانية الرسمية لهذه الوثيقة أن لقب السلطان اليوناني هو السلطان وباديشاه بدلًا من باسيليوس.

تلاشت تدريجيًا الهوية السياسية العثمانية التي تأسست على فكرة أن إمبراطوريتهم كانت وريثة أو استمرار الإمبراطورية البيزنطية. ومع احتلال العثمانيين المزيد من الأراضي في بلاد الشام وشبه الجزيرة العربية وشمال أفريقيا في أوائل القرن السادس عشر، ازدادت الهوية الإسلامية للإمبراطورية وحكامها نتيجة لوجود أغلبية مسلمة بها. كما أدى الصراع والتنافس مع الدولة الصفوية في إيران، التي اتبعت الإسلام الشيعي، إلى اعتناق السلاطين الإسلام السني بقوة والتأكيد عليه. نتيجة لهذه العوامل، شهد القرن السادس عشر تحولًا كبيرًا في الهوية الجماعية للدولة العثمانية، من دولة متعددة الأديان إلى دولة سنية أرثوذكسية تقليدية. ومع ذلك، استمر عدد كبير من المسيحيين في العيش داخل حدود الإمبراطورية، فيما كان على السلاطين التعامل مع الملوك المسيحيين في الدبلوماسية الدولية. لقد كان هذا يعني أنه ومع أن السلاطين أصبحوا أقل براغماتية وتسامحًا، فإن الأفكار المسيحية واليونانية الرومانية عن الشرعية لا يمكن إسقاطها بالكامل.
كجزء من التوجه المتزايد نحو الهوية السياسية الإسلامية، توقف البلاط العثماني عن إصدار الوثائق رسميًا بأحرف أخرى غير العربية في عام 1525. ومع أن ترجمات الوثائق الرسمية تم إجراؤها وإصدارها من قبل كبار المسؤولين والحكام، وكذلك لأغراض الدبلوماسية، إلا أنها لم تعد تحمل الطغراء (توقيع السلطان)، والتي تظهر فقط في الوثائق العربية. على هذا النحو، توقف السلاطين رسميًا عن استخدام الألقاب مثل باسيليوس وإمبراطور وtsar، بدلًا من ذلك فقط في معظم الحالات يتم استخدام السلطان و / أو باديشاه. في النهاية، يبدو أن السلاطين العثمانيين نسوا أن الألقاب الأجنبية مثل باسيليوس قد تم استخدامها رسميًا من قبل أسلافهم. في الوقت نفسه، استمروا في حرمان الملوك الآخرين من أسلوب باديشاه في المراسلات، مما يعني أنه في حين تم نسيان الألقاب الأجنبية نفسها، فإن آثارها لم تكن كذلك. ومع عدم استخدامهم لقب باسيليوس بأنفسهم، إلا أن السلاطين العثمانيين بعد حكم سليمان الأول ظلوا أحيانًا يرون أنهم أباطرة رومان. أشار أحمد الأول (حكم من 1603 إلى 1607) إلى نفسه في ألقابه باسم سيد الاتحاد المحظوظ للممالك الرومانية والفارسية والعربية (بالتركية: sahib-kıran-i memalik-i-Rûm ve 'Acem ve' Arab). فيما بعد استخدم محمد الرابع (حكم من 1648 إلى 1687) لقب صاحب قرارات الممالك الرومانية والعربية والفارسية (بالتركية: ferman-ferma-yi memalik-i-Rûm ve 'Arab ve 'Acem). ظل لقب القيصر أو قيصر الروم قيد الاستخدام من قبل السلاطين حتى أواخر القرن الثامن عشر.
بعد عام 1525، استمرت الترجمات اليونانية للوثائق الرسمية العثمانية من قبل الحكام والمسؤولين في تصنيف السلاطين على أنهم باسيليوس. يأتي أحد الأمثلة المتأخرة من الكتابات التاريخية للشاعر اليوناني قيساريوس دابونتس (1713-1784)، الذي دعا محمد الرابع في تاريخه في أواخر القرن السابع عشر للدولة العثمانية، بناءً على طلب أمير والاشيا قسطنطين مافروكورداتوس باسيليوس. وصلت ممارسة الإشارة إلى السلطان على أنه باسيليوس بهذه الطريقة إلى نهايتها الحاسمة في ديسمبر 1876، عندما تمت ترجمة الدستور العثماني (بالتركية: Kanun-i esasi) رسميًا إلى اللغة اليونانية وتم استخدام المصطلحات سلطان (Σουλτάνος، soultanos) وpadişah (ΠΑΔΙΣΑΧ، padisach) باستمرار، بدلًا من مصطلحات مثل باسيليوس أو قيصر.
استأنف السلاطين العثمانيون استخدام إمبراطور في القرن التاسع عشر لأغراض الدبلوماسية الدولية. لم يعد استخدام المصطلح هذه المرة يعكس السلاطين العثمانيين الذين يعتبرون أنفسهم متفوقين على الملوك الآخرين والأباطرة الحقيقيين الوحيدين، بل يعكس بدلًا من ذلك رغباتهم في الاعتراف المتساوي بين حكام أوروبا الآخرين. عند هذه النقطة، أشار العديد من الملوك الأوروبيين الآخرين إلى أنفسهم على أنهم أباطرة، ليس فقط الأباطرة الألمان والنمساويين، ولكن أيضًا حكام فرنسا وروسيا وبريطانيا.

#### الهوية الرومانية بين الأتراك العثمانيين
ومع أن المؤلفين الغربيين منذ تأسيس الدولة العثمانية أشاروا إليها على أنها «تركية» وسكانها «أتراك»، إلا أن هذه لم تكن الهوية التي اعتمدتها الدولة نفسها أو سكانها. ورغم أن السلاطين الأوائل قد أكدوا في بعض الأحيان على أصلهم كأتراك أوغوز عند التنافس مع إمارات الأناضول الأخرى، إلا أن التركيز على الهوية التركية من قبل السلاطين ورعاياهم تلاشى بسرعة بعد أن بدأوا في المطالبة بميراث العالم اليوناني الروماني. أصبحت كلمات «ترك» و«التركية» مصطلحات مهينة، استخدمتها النخبة العثمانية للإشارة إلى البدو الرحل الترك والفلاحين الناطقين باللغة التركية في الأناضول. وبالتالي، فإن وصف السكان المسلمين في القسطنطينية بـ «أتراك» كان سيُعتبر إهانة. في أوائل العصر الحديث، كان العديد من الأتراك العثمانيين، وخاصة أولئك الذين عاشوا في المدن ولم يكونوا جزءً من الجيش أو الإدارة، عوضًا عن ذلك يعرَّفون أنفسهم على أنهم رومان (رومى)، كسكان للأراضي البيزنطية السابقة. ومثلما طُبقت على الأتراك العثمانيين، فقد بدأ استخدام كلمة رومي ينتهي في نهاية القرن السابع عشر، وبدلًا من ذلك أصبحت الكلمة مرتبطة بشكل متزايد فقط بالسكان اليونانيين في الدولة، الذين حافظوا باستمرار على الهوية الرومانية منذ عام 1453، وهو معنى لا يزال موجودًا في تركيا اليوم.
لم يتم استخدام مصطلح "الإمبراطورية العثمانية" رسميًا من قبل الدولة العثمانية داخليًا. وهي مشتقة من التسمية الفرنسية التي تعود إلى القرن التاسع عشر "l’Empire Ottoman"، والتي كانت تستخدم في الدبلوماسية الدولية ، ولكن لم يكن هناك مفهوم مماثل داخل الدولة. سُميّت جوانب مختلفة من الدولة والشعب والأراضي الدولة العلية العثمانية (بالتركية:)، آل عثمان ("أسرة / سلالة عثمان")، طيبة ("الرعايا / قطيع") و الممالك المحروسة (بالتركية: Memâlik-i Mahrûse). في القرون السابقة، عكست عدة أسماء مستخدمة للدولة العثمانية افتراضها للتراث الروماني. في عمل المؤرخ العثماني مصطفى علي عبد المولى عام 1581، نواتو سلطان ("مشورة السلاطين")، استخدمت عدة مصطلحات للإمبراطورية، بما في ذلك الممالك العثمانية (بالتركية: memalik-i Osmaniye)، آل عثمان (بالتركية: âl-i Osman)، ديار الروم (بالتركية: diyar-i Rûm)، ممالك الروم (بالتركية: memalik-i Rum)، مملكة عثمان (بالتركية: milket-i Osman)، والروم (بالتركية: Rûm").

## الاعتراف المعاصر

### الاعتراف بالرعايا المسيحيين

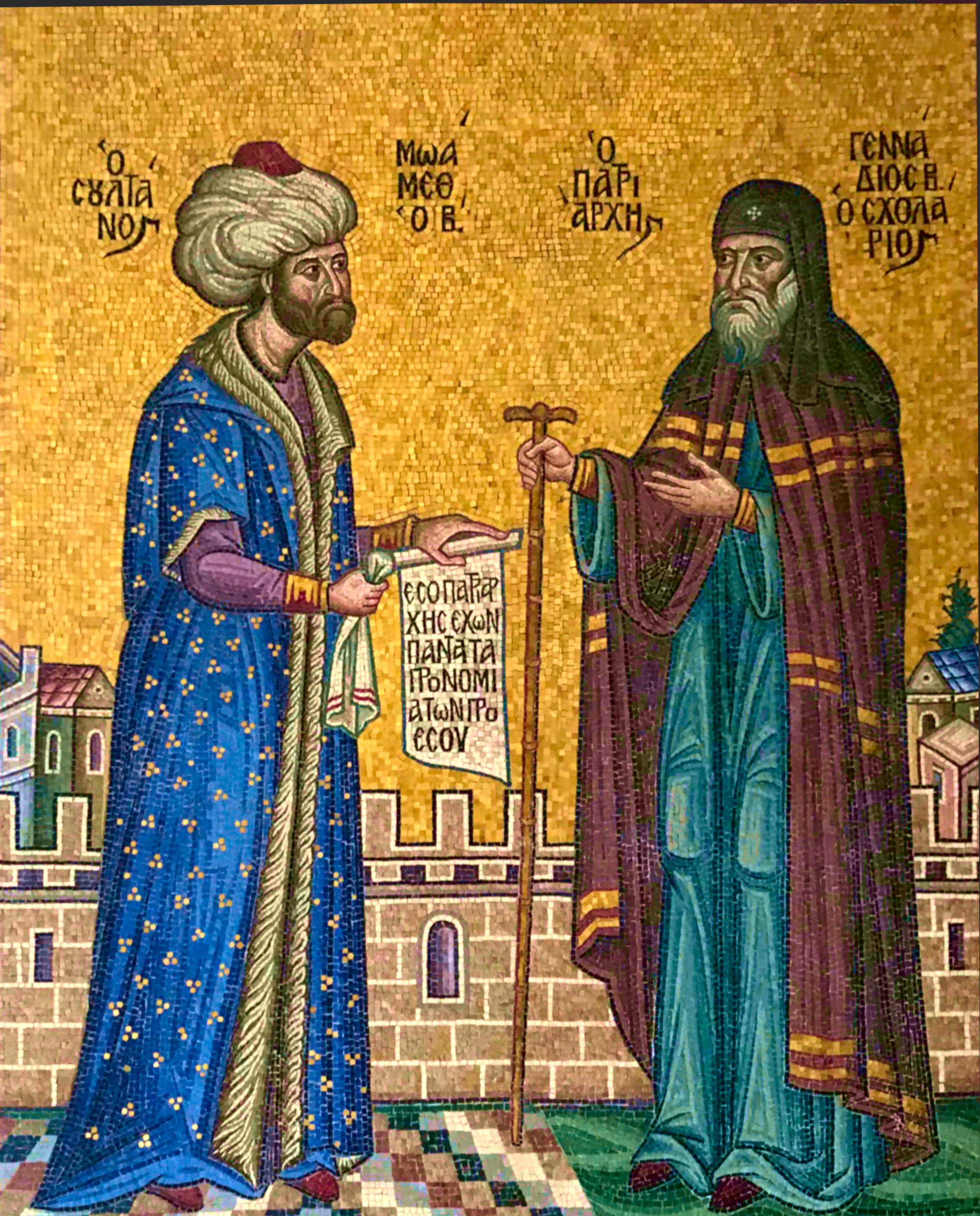
فسيفساء تصور السلطان محمد الثاني (يسار) والبطريرك غناديوس الثاني (يمين)

في الأيديولوجية الإمبراطورية البيزنطية، كانت حيازة القسطنطينية هي العامل الرئيسي لإضفاء الشرعية على الإمبراطور، حيث كان يُنظر إلى الحكام الذين لم يسيطروا على المدينة وادعوا لقب الإمبراطور على أنهم يتصرفون بشكل غير طبيعي. ومع التدهور الإقليمي الواضح للإمبراطورية البيزنطية على مدار تاريخها، كان هناك شيء كان البيزنطيون يدركون أنفسهم جيدًا، لم يعتقد البيزنطيون في أي وقت من الأوقات أن إمبراطوريتهم ستنتهي، حيث كان يُعتقد أن تستمر الإمبراطورية الرومانية حتى المجيء الثاني للمسيح. يمكن اعتبار العثمانيين على أنهم حصلوا على القسطنطينية من خلال حق الاحتلال، رأى الكثير من السكان المسيحيين في كل من القسطنطينية والدولة العثمانية الأوسع أن محمد الثاني هو الإمبراطور الروماني الشرعي الجديد من عام 1453 فصاعدًا. بصفته إمبراطورًا، عين محمد بطريركًا جديدًا للقسطنطينية، غيناديوس الثاني سكولاريوس، مع كل البهاء والمراسم التي ارتبطت سابقًا بتعيين البطاركة خلال الحكم البيزنطي. أعطى تعيين غيناديوس محمد مزيدًا من الشرعية في عيون رعاياه المسيحيين، كما أعطى السلاطين العثمانيين مستوى معينًا من السيطرة على الكنيسة الأرثوذكسية الشرقية. بحلول عام 1474، كانت بطريركية القسطنطينية المسكونية قد اعترفت بمحمد باعتباره باسيليوس، باعتباره سجلًا مجمعيًا من تلك السنة يطبق هذا اللقب على السلطان. يعتبر الاعتراف بلقب باسيليوس أمرًا مهمًا لأن المؤرخين البيزنطيين لم يطبقوا هذا المصطلح مطلقًا على المغتصبين أو الحكام غير الشرعيين، الذين تمت الإشارة إليهم بدلًا من ذلك باسم «الطغاة».
على الرغم من افتراض التراث البيزنطي والاعتراف من قبل البطريركية والجمهور الأوسع، نادرًا ما استخدم المؤرخون اليونانيون بعد سقوط القسطنطينية مصطلح باسيليوس على السلاطين العثمانيين. وبشكل عام، هناك ثلاث وجهات نظر عامة تتعلق بالعثمانيين في التاريخ اليوناني بعد عام 1453. كان الرأي الأول هو أن العثمانيين كانوا كفارًا وبرابرة وطغاة غير شرعيين، وهي وجهة نظر اشتهرت من كتابات دوكاس وبيساريون، لاجئان بيزنطيان فرَا إلى الأراضي الكاثوليكية وكانَا يأملان في إلهام حملة صليبية ضد العثمانيين. الرأي الثاني، الذي روجت له البطريركية المسكونية، لم ينكر أن الحكم العثماني كان غير شرعي أو استبدادي، لكنه روج لفكرة أن السلاطين قد تم ترسيمهم إلهيًا من أجل معاقبة خطايا البيزنطيين وبالتالي يجب التسامح معهم. في جوهره، رسم هذا التفسير اللاهوتي للحكم العثماني السلاطين كأن أرسلهم الرب لتأمين سلامة شعب الإمبراطورية ضد محاولات أباطرة باليولوج لإعادة توحيد الكنيسة الأرثوذكسية الشرقية مع الكنيسة الكاثوليكية. وجهة النظر الثالثة والأقل انتشارًا بين المؤرخين كانت قبول الوضع، والنظر إلى السلاطين العثمانيين على أنهم حكام شرعيون وفي بعض الحالات ذهبوا إلى حد الإشارة إليهم على أنهم باسيليوس. في معظم الحالات، كان المؤرخون الذين يعبرون عن هذا الرأي هم أولئك الذين خدموا بشكل مباشر أو ارتبطوا بالنظام العثماني. من بين المؤرخين الذين خدموا النظام العثماني شخصيات مثل جورج طرابزون ومايكل كريتوبولوس، وكلاهما استخدم باسيليوس للسلاطين. ومن بين أولئك الذين أطلقوا على السلطان باسيليوس، كان المؤرخون الذين انتقدوا أباطرة باليولوج الراحلين، مثل لاونيكوس تشالكوكونديليس. كتب جورج طرابزون كلمات تأبين لمحمد عند وفاة الأخير عام 1481، حيث يُطلق على السلطان اسم أوتوكراتور وباسيليوس باسيليون (إمبراطور الأباطرة). في ذهن جورج طرابزون، كانت ملكية القسطنطينية هي التي جعلت محمد الإمبراطور الروماني الشرعي: «لا يمكن لأحد أن يشك في أنه إمبراطور الرومان. من يمسك كرسي الإمبراطورية بيده هو إمبراطور الحق. والقسطنطينية هي مركز الإمبراطورية الرومانية». تشالكوكونديليس غير متسق فيما إذا كان السلطان يُدعى ببساطة باسيليوس أو باسيليوس الترك. ربما كان المقصود أن يشير لقب باسيليوس بدون محددات إلى قوة عالمية. وصف جورج أميروتس، مؤرخ آخر خدم محمد، السلطان في كتاباته بأنه «باسيليوس الإغريق والرومان».
لم يكن الاعتراف بالحكم العثماني، من وجهة النظر الثانية والثالثة، مجرد انتهازية. لقد ساهم سقوط القسطنطينية في انتشار التشاؤم بين عامة الشعب اليوناني، وعلى عكس سقوط المدينة أثناء الحملة الصليبية الرابعة عام 1204، لم تكن هناك إمكانية لإبقاء الإمبراطورية على قيد الحياة في المنفى، ولا لاستعادتها في المستقبل القريب. على الرغم من أن الدولة العثمانية، نتيجة افتراض تراث الإمبراطورية البيزنطية السابقة، لم تكن تعتبر دولة جديدة تمامًا من قبل السكان المسيحيين، ولكن كان من المستحيل أيضًا اعتبارها استمرارًا سلسًا للإمبراطورية البيزنطية. في أذهان المسيحيين، كانت للإمبراطورية السابقة جذور لاهوتية عميقة جدًا بحيث لا تتوافق مع حاكم مسلم أجنبي. غالبًا ما كان يُنظر إلى الدولة العثمانية على أنها خليفة ووريثة الإمبراطورية البيزنطية، من خلال مفهوم translatio imperii، لكونها ورثت شرعيتها السياسية وحقها في الحكم الشامل، ولكن من دون آثارها اللاهوتية الأخرى.
ادعت السلالة العثمانية ألأصل البيزنطي من القرن السادس عشر على الأقل فصاعدًا،  عن طريق الزعم أن أرطغرل، والد مؤسس السلالة عثمان الأول، هو ابن سليمان شاه، الذي كان من المفترض أن يكون ابن جون تسيليبس كومنينوس، الأمير المنشق من سلالة كومنينيون وحفيد الإمبراطور أليكسيوس الأول. نظرًا للمسافة الزمنية بين بعض الأسلاف المفترضين، فإن هذا الخط المعين من النسب غير محتمل ومن المحتمل أن يكون أصل سلالة كومنينون المفترَض وسيلة لإضفاء الشرعية فيما يتعلق بالعديد من المسيحيين الأرثوذكس الذين حكمهم العثمانيون المسلمون. قبل بعض الرعايا المسيحيين في الدولة العثمانية ادعاء نسب الكومنينون. لقد قدمها المؤرخ اليوناني ثيودور سباندونيس في القرن السادس عشر، والمؤرخ الوالاشي رادو بوبيسكو في القرن الثامن عشر من بين المؤرخين المعاصرين. وبهذه الطريقة، رأى عدد قليل من الرعايا العثمانيين المسيحيين أن العثمانيين ليسوا غزاة أجانب، ولكنهم أحفاد الإمبراطورية البيزنطية ولهم مطالبة مشروعة بالإمبراطورية.

### الاعتراف دوليا

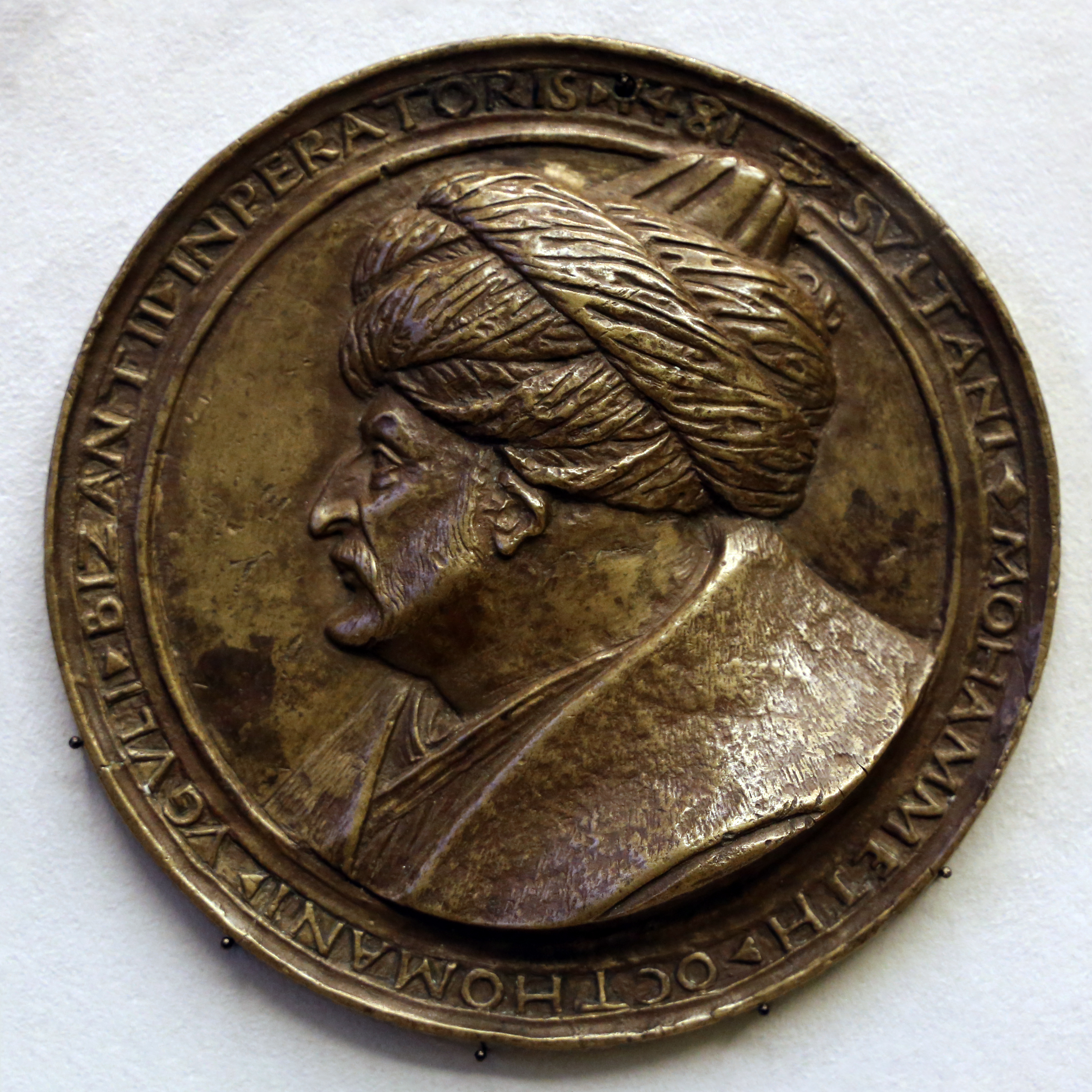
ميدالية من كوستانزو دا فيرارا تصور محمد الثاني عام 1482. تشمل الألقاب المستخدمة له "سلطان" (سلطاني) و"إمبراطور بيزنطي" (Bizantii inperatoris).

كان العثمانيون معروفين على نطاق واسع بأنهم «رومان» في العالم الإسلامي. في القرنين السادس عشر والثامن عشر، كان المسؤولون العثمانيون المرسلين لحكم الأراضي المصرية والعربية يشار إليهم دائمًا من قبل الكتاب العرب المعاصرين باسم أروام (الرومان). اعترف أباطرة سلطنة مغول الهند بالعثمانيين كأباطرة رومان. تشير العديد من وثائق المغول إلى السلاطين العثمانيين باعتبارهم قيصر الروم وسلطان الروم أو خواندكار إي روم («رب روما»). كما ربطت مجموعة قليلة من المصادر من خارج العالم الإسلامي العثمانيين بالرومان. تشير المصادر البرتغالية في القرن السادس عشر إلى العثمانيين الذين حاربوا في المحيط الهندي على أنهم «روم» كما أشارت سلالة مينغ الحاكمة الصينية إلى العثمانيين باسم لومي (魯 迷)، وهو تحويل صوتي لكلمة رومي، وإلى القسطنطينية باسم لومي تشنغ (魯 迷城، أي «مدينة لومي»، أي «المدينة الرومانية»).
يبدو أن الأوروبيين الغربيين اعترفوا بالسلاطين العثمانيين كأباطرة، ولكن ليس كأباطرة رومانيين، وهو نفس النهج الذي اتبعوه مع الأباطرة البيزنطيين السابقين. اختلف ما إذا كان ينظر إلى العثمانيين على أنهم خلفاء شرعيون للأباطرة البيزنطيين. اعترف بعض الكتاب السلاطين بهذه الطريقة: في القرن الخامس عشر رأي الأثري الإيطالية شيرياكو دي بيتسيكولي على سبيل المثال محمد الثاني إمبراطورًا جديدًا في القسطنطينية، واعترف به على أنه ورث الإرث الإمبراطوري للأباطرة البيزنطيين. تم الطعن في مطالبة العثمانيين بأنهم أباطرة رومانيون من قبل حكام الإمبراطورية الرومانية المقدسة، الذين أكدوا منذ فترة طويلة (على عكس الأباطرة البيزنطيين) أن هذه الكرامة تخصهم، فضلًا عن الأباطرة الروس، الذين رأوا موسكو، بحكم المقر الأقوى المتبقي للكنيسة الأرثوذكسية الشرقية، باعتبارها روما الثالثة، عقب روما والقسطنطينية. على الرغم من كونه مسيحيًا ولديه تحيز كبير ضد الأتراك، لا يبدو أن هناك دعم واسع النطاق لأي من المطالبين بين سكان الدول الأخرى في أوروبا الغربية. في المصادر البولندية من القرن السادس عشر والسابع عشر التي تناقش التنافس الطويل بين الأباطرة الرومان المقدسين والسلاطين العثمانيين، تشير اللغة السياسية يشير فقط إلى كلا الحكام الأجانب فقط، وكلاهما يُعتبر أباطرة ولكن لا يُنظر إلى أي منهما على أنه «روماني»: يشار إلى الأباطرة الرومان المقدسين باسم «الأباطرة المسيحيين» ويُطلق على السلاطين «الأباطرة الأتراك».
كجزء من ادعائهم بأنهم أباطرة ومطالبتهم بالحكم العالمي، اعتبر السلاطين العثمانيون عددًا قليلًا من الملوك الأجانب مساوين له. كان يُنظر إلى الأباطرة الرومان المقدسين على أنهم «ملوك فيينا» وليسوا أباطرة. نظرًا للعلاقات الدبلوماسية الطويلة والتحالفات العديدة ضد آل هابسبورغ، كان الحكام الأجانب الوحيدون الذين اعترف العثمانيون بأنهم باديشاه هم ملوك فرنسا، الذين لم يدّعوا بأنفسهم أنهم أباطرة. تم تجاهل أو رفض الطلبات الواردة من الملوك الآخرين ليتم التعامل معهم على أنهم متساوون. حظرت معاهدة القسطنطينية لعام 1533 بين السلطان سليمان الأول والإمبراطور الروماني المقدس شارلكان صراحةً على أي من الموقعين عليها من الإشارة إلى أي شخص باستثناء السلطان العثماني كإمبراطور. بعد هذه المعاهدة، رأى سليمان نفسه رسميًا على أنه انتزع لقب الإمبراطور الروماني من خصمه. بعد الحرب التركية الطويلة غير الحاسمة في عام 1606، أُجبر السلطان أحمد الأول على أن يكون أكثر كرمًا من سلفه في الألقاب المطبقة على الإمبراطور الروماني المقدس رودولف الثاني في معاهدة زيتفاتوروك. لن يقبل رودولف بلقب «الملك» لكن أحمد لم يتنازل عن لقب القيصر أو الباديشاه. كان الحل الوسط الذي توصل إليه العثمانيون هو الاعتراف برودولف على أنه إمبراطور، وقد فسّره نظام هابسبورغ الملكي على أنه انتصار رمزي عظيم. من غير المحتمل أن يكون أحمد نفسه قد اعتبر هذا اعترافًا بأن رودولف كان يتمتع بمكانة مساوية له، نظرًا لأن العثمانيين في هذه المرحلة قد فصلوا أنفسهم عن لقب الإمبراطور ولم يروا أن إسناده إلى حاكم يُنظر إليه على أنه أدنى منزلة أو كافر، وهو شيء يمس كرامة أحمد. احتفظ أحمد أيضًا بألقاب القيصر أو الباديشاه لنفسه فقط.